# Mao Kalisa
Mao Kalisa (Goma, 22 novembre 1988) è un ex calciatore della Repubblica Democratica del Congo naturalizzato ruandese, di ruolo centrocampista.

## Carriera

### Nazionale
Tra il 2009 ed il 2013 ha giocato complessivamente 12 partite con la maglia della nazionale ruandese.

## Palmarès

### Club

#### Competizioni nazionali
- Campionato ruandese: 2

2010, 2011
- Campionato della Repubblica Democratica del Congo: 2

TP Mazembe: 2013, 2014

#### Competizioni internazionali
- Coppa Kagame Inter-Club: 1

APR: 2010